# جدول تک‌آهنگ‌ها و آلبوم‌های آراندبی بریتانیا

نشان‌وارهٔ جدول آراندبی بریتانیا، به‌شکلی که در رادیو بی‌بی‌سی ۱ قابل مشاهده است.

جدول تک‌آهنگ‌های هیپ هاپ و آراندبی بریتانیا و جدول آلبوم‌های هیپ هاپ و آراندبی بریتانیا (همچنین شناخته‌شده با نام جدول‌های رسمی هیپ هاپ و آراندبی بریتانیا، ۴۰ تک آهنگ برتر هیپ هاپ و آراندبی و ۴۰ آلبوم برتر هیپ هاپ و آراندبی، یا عنوان سادهٔ جدول شهری بریتانیا) جدول‌های موسیقی آراندبی و هیپ هاپ با ۴۰ جایگاه هستند که توسط شرکت جدول‌های رسمی (OCC) به نمایندگی از صنعت موسیقی بریتانیا گردآوری شده‌اند.
در طول ماه اکتبر ۱۹۹۴، شرکت جدول‌های رسمی جدولی را برای آلبوم‌ها و تک‌آهنگ‌های آراندبی پایه‌گذاری کرد. اگرچه این جدول‌ها پذیرای پخش زندهٔ آثار نیستند، اما مجموعهٔ گردآوری‌شده در آن‌ها در وبگاه‌های شرکت جدول‌های رسمی و رادیو بی‌بی‌سی ۱، و همچنین نشریه‌هایی نظیر یوکی‌چارتس‌پلاس و میوزیک ویک قابل مشاهده است. جدول آراندبی بریتانیا به‌طور منظم در شبکه‌های موسیقی از جمله کیس، ویوا بریتانیا، ام‌تی‌وی بیس و ام‌تی‌وی هیتس نیز نمایش می‌یابد. علاوه بر این، این شبکه‌ها معمولاً از جدول رسمی دانلود آراندبی بریتانیا که در ۴میوزیک پخش می‌شود نیز استفاده می‌کنند.
این دو جدول در وبگاه رادو بی‌بی‌سی ۱ نیز گردآوری و نمایش داده می‌شوند. معیار گنجاندن آثار در این جدول مشخص نیست؛ چرا که لزوماً بر جایگاه ترانه‌های آراندبی و هیپ هاپ در جدول تک‌آهنگ‌های بریتانیا متکی نیست.